# Noob
Noob és un terme d'argot per designar els novells en la pràctica d'Internet, i més freqüentment en els jocs online o Linux.
Inicialment es va aplicar el terme per a descriure un principiant que s'endinsava en un camp de la computació, sent comunament usat per fer referència a usuaris d'internet de prominent pràctica però de curt coneixement tècnic, o a un nouvingut a un fòrum o comunitat. Posteriorment l'ús de la paraula s'ha estès per a també indicar un nouvingut a qualsevol grup específic. A diferència del poser, el newbie presenta un veritable interès en el grup o activitat a la qual desitja aprendre o integrar-se; si bé el seu comportament pot arribar a ser inadequat o equivocat, i es pot desviar cap a altres formes de participant com ara lamers o script kiddies.